# Chlorure de vinyle
Le chlorure de vinyle, ou CVM (pour chlorure de vinyle monomère), également connu sous le nom de chloroéthène dans la nomenclature IUPAC, est un important composé organique industriel principalement utilisé pour produire son polymère, le polychlorure de vinyle (PVC).
À température ambiante, il se présente sous la forme d’un gaz toxique incolore à l’odeur douceâtre. Il est classé cancérogène certain pour l’homme par le Centre international de recherche sur le cancer depuis 1987.

## Histoire
Le chlorure de vinyle n'existe pas dans la Nature ; il été synthétisé pour la première fois en 1835 par Justus von Liebig et son assistant Henri Victor Regnault. Ils l'ont obtenu par traitement du 1,2-dichloro-éthane avec une solution d'hydroxyde de potassium dans l’éthanol.
En 1912, Fritz Klatte, un chimiste allemand travaillant pour Griesheim-Elektron, a fait breveter un procédé pour produire le chlorure de vinyle à partir de l’acétylène et de l'acide chlorhydrique en utilisant le chlorure mercurique comme catalyseur. Cette méthode a été déployée pour massivement produire du PVC par l'Industrie du plastique à partir des années 1930, aux États-Unis, par les sociétés pionnières B.F. Goodrich et Union Carbide (450 t de chlorure de vinhyle ont été produites en 1935, et 900 en 1936), puis en Europe, d'abord par BASF.
À partir des années 1960/1970, en réponse aux préoccupations écologiques et sanitaires, cette méthode de production a été progressivement remplacée par des procédés plus économiques et moins polluants. L'alternative la plus commune utilise l'éthylène comme matière première, et des procédés de chloration et d'oxychloration pour synthétiser le dichloroéthane, lequel est ensuite pyrolysé pour obtenir du CVM.

## Production
Le vinyle est fabriqué industriellement à partir de l’éthylène et du dichlore. En présence de chlorure ferreux agissant comme catalyseur, ces composants produisent du dichloroéthane suivant l’équation chimique :
CH2=CH2 + Cl2 →  ClCH2CH2Cl.
Cette réaction se produit dans un bain de dichlorure d'éthylène en ébullition. À la température de 500 °C sous une pression de 30 atm (3 MPa), le dichlorure d'éthylène se décompose pour produire du chlorure de vinyle et de l’acide chlorhydrique :
ClCH2CH2Cl → CH2=CHCl + HCl.
En pratique industrielle, l'acide chlorhydrique produit dans cette étape est mélangé à l'oxygène et mis à réagir avec l'éthylène additionnel sur le chlorure de cuivre agissant comme catalyseur pour produire davantage de dichlorure d'éthylène par l'intermédiaire de la réaction :
CH2=CH2 + 2 HCl + ½ O2 → ClCH2CH2Cl + H2O.
Les acides chlorhydriques consommés dans la première étape équilibrent exactement la quantité produite dans la deuxième étape, et le processus stable qui en résulte n’entraîne pas de perte d’acide chlorhydrique et n'exige pas d’apport supplémentaire du produit en cours de réaction. En raison des avantages économiques de ce procédé, l’essentiel du chlorure de vinyle produit depuis la fin des années 1950 l’a été par l'intermédiaire de cette technique.

## Utilisations

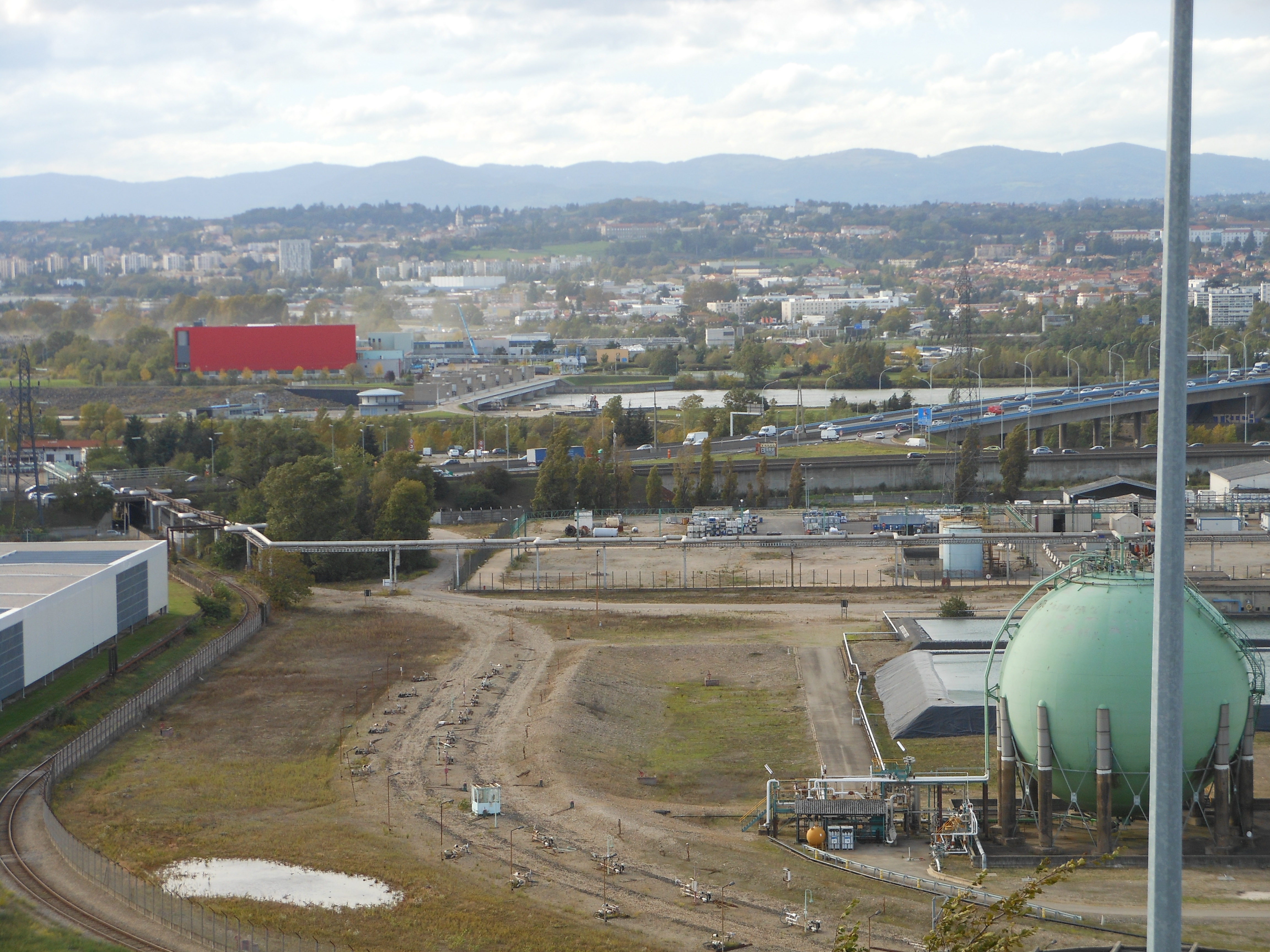
Sphère contenant du chlorure de vinyle à Saint-Fons pour polymérisation en PVC.

L'utilisation de loin la plus importante du chlorure de vinyle est sa polymérisation pour fabriquer le PVC. L'opération à risque étant le décroutage des autoclaves après polymérisation.
De grandes quantités sont consommées pour produire d’autres hydrocarbures chlorés, notamment éthylidène, 1,1,1-trichloréthane, trichloréthylène, tétrachloroéthylène et chlorure de vinylidène.
Également utilisé dans la fabrication des filtres de cigarettes.

## Toxicologie, effets sur la santé
La toxicité du chlorure de vinyle limite son utilisation dans les biens de consommation, bien qu'il ait historiquement (jusqu'en 1974) servi de gaz propulseur pour les aérosols. Le risque cancérigène a été établi depuis les années 1960 et la responsabilité légale éventuelle des industriels est comparable à celle qu'ils ont connue pour l’amiante (impliqué dans l’origine du mésothéliome).
L'accumulation d'émanations de chlorure de vinyle dans les salons de coiffure excédant largement les directives limitant l'exposition et son risque mutagène élevé, l'ont rendu responsable d'une probable augmentation de l'incidence des cancers professionnels dans les métiers les plus exposés.
Il a été brièvement utilisé comme gaz anesthésique, et comme fluide frigorigène dans la même mesure que le chlorure d'éthyle. Sa toxicité a conduit à abandonner cette pratique. Dans cette utilisation, il est en effet le seul représentant de la classe B3 (hautement toxique, hautement inflammable).
Gaz dangereux sous la forme monomère à cause du risque cancérogène avéré chez l'humain :
- cancérigène : cette molécule est une source démontrée de deux types de cancer du foie : l'angiosarcome hépatique (très rare) et carcinome hépatocellulaire (type le plus commun de cancer du foie), mais elle est aussi, selon l'OMS, susceptible d'engendrer de nombreuses autres formes de cancer[16] ;
- mutagène, selon l'Organisation Mondiale de la Santé (OMS)[16] ;
- reprotoxique selon l'Organisation Mondiale de la Santé (OMS)[16] ;
- source de spasmes vasculaires douloureux des extrémités : syndrome de Raynaud ;
- source d'atteintes osseuses : ostéolyse des phalanges unguéales (aspect de pseudo-fractures sur les radiographies des doigts).

De plus, Dominique Belpomme (responsable du plan Cancer sous Jacques Chirac) précise dans l'un de ses livres, Ces maladies créées par l'homme, que le chlorure de vinyle reste cancérigène une fois polymérisé, qu'il soit polymérisé en PVC ou bien copolymérisé, c'est-à-dire polymérisé avec un autre monomère. En 1970, concernant la pollution de l'air des ateliers, des mesures draconiennes ont été prises, à l'initiative en particulier de Joseph Réty (1923-2014) : la limite est désormais de 5 ppm dans l'air des ateliers lors de la polymérisation du PVC. Elle est de 1 ppm dans les matériaux et objets en PVC en contact avec les denrées alimentaires. Dans l'eau potable, elle ne doit pas, en France, dépasser 0,5 μg/L.

### Accidents sanitaires

#### Dans l'eau du robinet
Des années 1960 aux années 1980, des dizaines de milliers de kilomètres de canalisations en PVC ont été installées (dont en France) pour transporter l'eau potable. À cause des procédés de fabrication retenus dans ces deux décennies par l'industrie du plastique, ces tuyaux relarguent, de manière chronique, dans l'eau, des résidus de chlorure de vinyle connus pour leur caractère cancérogène. Là et quand il est recherché, ce polluant est encore retrouvé par les analyses d'eau, à des taux dépassant dans plusieurs milliers de communes françaises la limite règlementaire (fixée par l'Union européenne en 1998) de 0,5 μg/L ; des centaines de milliers de Français ingèrent donc, sans le savoir et depuis des décennies, cette molécule. En dépit d'obligations légales, la première campagne systématique de recherche du CVM dans l'eau n'a débuté qu'en 2011 ; et en 2025, la cartographie de cette pollution est encore lacunaire. Selon le ministère de la Santé, environ 140 000 km de canalisations seraient concernés par une contamination au CVM.
Une étude a montré qu'en conditions d'écoulement maîtrisées, en 48 heures de contact entre une eau à 10 °C et une eau à 20 °C, le taux de CVM dissous dans l'eau double ;
- à une température donnée, la teneur en CVM dans l'eau d'une canalisation en PVC augmente pratiquement linéairement avec le temps de contact ; la concentration double entre 24 heures et 48 heures de temps de contact ;
- le transfert de CVM depuis une telle canalisation en PVC vers l'eau est important au début de l'exploitation de la canalisation, puis décroît au fil des années. Toutefois, au vu des concentrations en CVM dans les canalisations et dans l'eau, il est estimé que le relargage de CVM peut encore théoriquement durer plusieurs siècles.

En janvier 2025, plusieurs médias Français dont l'émission "Envoyé Spécial" de France Télévisions, Le Monde, Reporterre et France Culture relayent un article scientifique qui critique « le discours mensonger des industriels chargés de sa fabrication » et l'inaction de l'État français en matière de prévention et de traitement de ce problème sanitaire, et qui rappelle que les industriels connaissaient la toxicité de cette molécule dès les années 1960 ; une molécule pour laquelle l'Union européenne n'a pas fait de focus, et qui a fait l'objet de déclarations trompeuses des autorités françaises (qui ont systématiquement minimisé les risques associés à l'ingestion de monomère de plastique « en occultant des informations décisives dans ses communications publiques », alors que la dangerosité du CVM, même à faible dose, était connue des industriels et confirmée par les agences sanitaires du pays). Le chercheur, en s'appuyant sur des arguments scientifiques, sur des rapports publics et les données d'agences régionales de santé (ARS), montre que l'État français n'a en outre pas respecté son obligation européenne de mettre en place des mesures visant à éviter les dépassements de normes de potabilité de l'eau, ce qui fait selon lui de ce problème un « scandale sanitaire majeur » et une « négligence fautive ».

#### Accident industriel à Chateaux-Arnoux Saint-Auban
Selon le journal La Provence, 18 tonnes de CVM ont été rejetés par l'usine Kem One à Château-Arnoux-Saint-Auban, le 25 janvier 2024, suite à un accident industriel qui n'a pas été signalé aux autorités sanitaires.

#### Accident industriel à l'écluse de Sablons sur le Rhône
Le 18 février 2020, un bateau gazier contenant du CVM s'encastre dans l'écluse de Sablons (Isère) située sur le Rhône. Le bateau est sévèrement endommagé mais aucune fuite et aucune victime ne sont annoncées.